# Hajdúszovát
Hajdúszovát község Hajdú-Bihar vármegyében, a Hajdúszoboszlói járásban.

## Fekvése
A Hajdúság, a Sárrét és a történelmi Bihar vármegye találkozásánál fekszik, Debrecentől 20 kilométerre délnyugatra, Hajdúszoboszlótól 9 kilométerre délkeletre.
A szomszédos települések: kelet felől Derecske, dél felől Földes, délnyugat felől Tetétlen, nyugat felől Kaba, északnyugat felől pedig Hajdúszoboszló. [Észak felől ez utóbbi városhoz tartozó külterületek határolják.]

### Megközelítése
Csak közúton érhető el, Hajdúszoboszló felől a 4804-es, Debrecen, illetve Földes felől a 4805-ös, Derecske felől pedig a 4816-os úton. Határszélét délnyugaton érinti még egy rövid szakaszon a 4802-es út is.

## Története
Szovátról az első biztos adat az 1332-37. évi pápai tizedjegyzékből ismert, amikor egyházas faluként szerepelt. A 13.század végén olyan erős volt a népség és annyira előrehaladt a gazdasági élet fejlődése, hogy szükségessé vált a templom építése, ezáltal rögződött a falu élete.
A település a középkorban századokon át Szabolcs vármegyéhez tartozott.
1898-ban vette fel a Hajdúszovát nevet.
A település határában több feltáratlan kunhalom található.

## Közélete

### Polgármesterei
| Időszak   | Polgármester   | Párt      |
| --------- | -------------- | --------- |
| 1990–1994 | Mózsik László  | független |
| 1994–1998 | Hadházi László | független |
| 1998–2002 | Hadházi László | független |
| 2002–2006 | Hadházi László | független |
| 2006–2010 | Hadházi László | független |
| 2010–2014 | Vass Sándor    | független |
| 2014–2019 | Váradi Jenő    | független |
| 2019–2024 | Váradi Jenő    | független |
| 2024–     | Váradi Jenő    | független |

## Népesedés
| Év   | Népesség (fő) |
| ---- | ------------- |
| 1900 | 3 476         |
| 1910 | 3 646         |
| 1920 | 3 763         |
| 1930 | 4 127         |
| 1949 | 4 084         |
| 1990 | 3 066         |
| 2001 | 3 151         |

| Lakosok száma | 3146 | 3119 | 3045 | 3022 | 2945 | 2967 | 2979 |
|               | 2013 | 2014 | 2015 | 2021 | 2022 | 2023 | 2024 |

2001-ben a település lakosságának 98%-a magyar, 2%-a cigány nemzetiségűnek vallotta magát.
A 2011-es népszámlálás során a lakosok 92,7%-a magyarnak, 0,5% bolgárnak, 7,3% cigánynak, 0,2% románnak mondta magát (7,2% nem nyilatkozott; a kettős identitások miatt a végösszeg nagyobb lehet 100%-nál). A vallási megoszlás a következő volt: római katolikus 3,3%, református 24,8%, görögkatolikus 0,3%, felekezeten kívüli 58,8% (11,4% nem válaszolt).
2022-ben a lakosság 93,2%-a vallotta magát magyarnak, 8,8% cigánynak, 0,2% németnek, 0,2% románnak, 0,1% ukránnak, 1,3% egyéb, nem hazai nemzetiségűnek (6,8% nem nyilatkozott; a kettős identitások miatt a végösszeg nagyobb lehet 100%-nál). Vallásuk szerint 18,4% volt református, 1,9% római katolikus, 0,9% görög katolikus, 1,4% egyéb keresztény, 0,2% egyéb katolikus, 0,1% evangélikus, 0,1% ortodox, 50,3% felekezeten kívüli (26,7% nem válaszolt).

## Nevezetességei
- XVII. században épített 10 lőréses bástyafal
- 1785-87 között épült klasszicista református templom 39 méter magas neobarokk toronnyal
- 1794-ben épített parókia; amelyben falumúzeum is található
- Csőszház (1848 előtt)
- Templomkertje Hajdú-Bihar megye védett természeti értékeinek részét képezi.

## Itt született
- 1912. augusztus 24-én dr. Némedi Lajos irodalomtörténész, professor emeritus, az irodalomtudomány doktora (1980), az Egri Pedagógiai Főiskola igazgatója, a debreceni Kossuth Lajos Tudományegyetem volt rektorhelyettese és a Német Nyelv és Irodalom Tanszékének vezetője. [halott link]

## Testvérvárosok
- Magyarszovát, Románia